# Boulet de Langevin

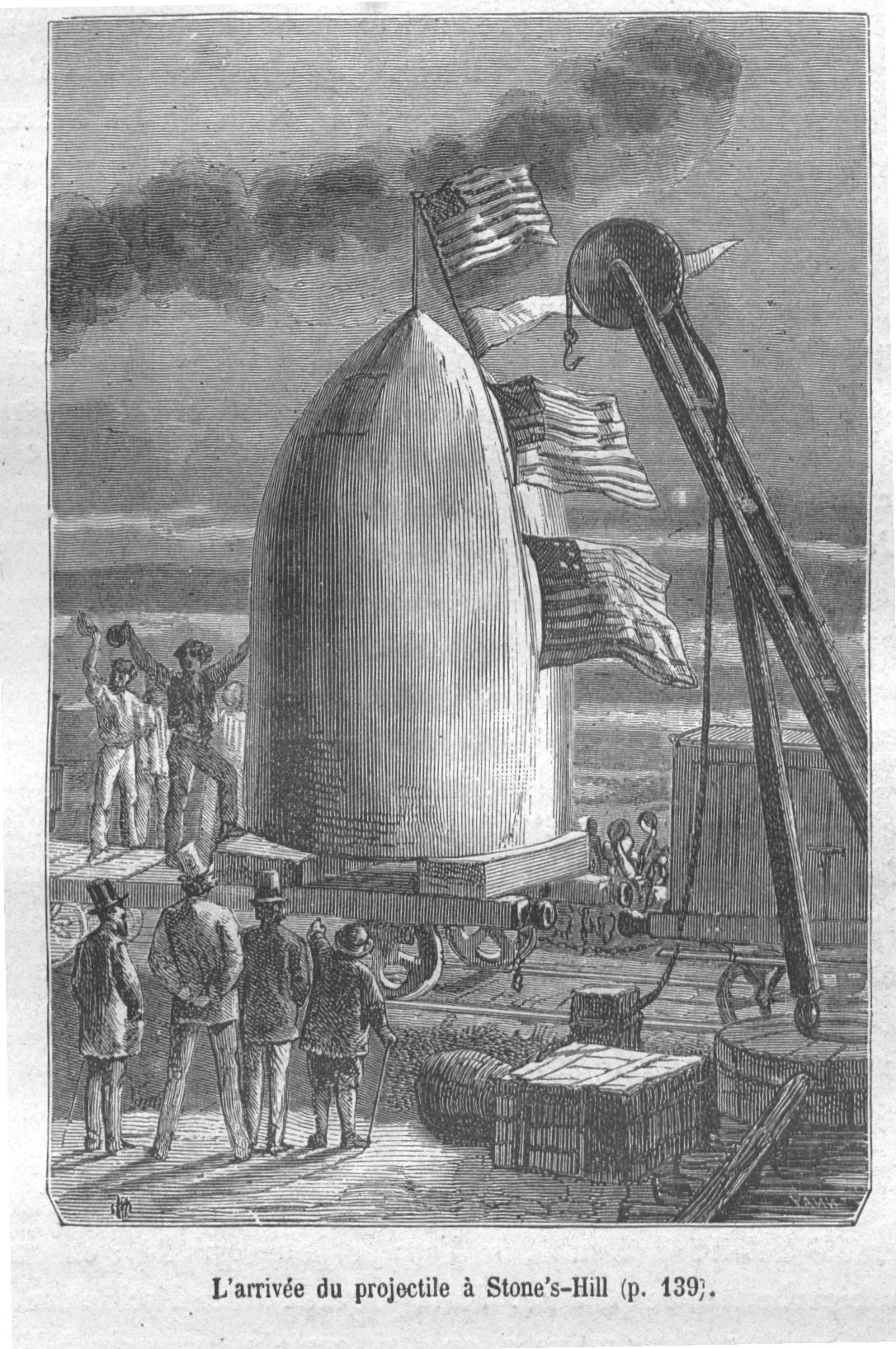
L'obus, véhicule spatial utilisé
de la Terre à la Lune (Jules Verne)

Le boulet de Langevin, appelé également boulet de Jules-Verne-Langevin, est une expérience de pensée en relativité restreinte imaginée par le physicien français Paul Langevin dans un article de la revue Scientia en 1911. Elle a été présentée au Congrès de Bologne en 1911.
Dans cette expérience de pensée, Langevin imagine un voyageur prenant place dans un "projectile" propulsé à une vitesse proche de celle de la lumière. Au bout de un an, le projectile rencontre une étoile qui lui fait faire demi-tour et le renvoie vers la Terre. Langevin expose que, « si sa vitesse est restée dans l'intervalle inférieure d'un vingt-millième seulement à la vitesse de la lumière », alors le voyageur aura vieilli de deux ans, mais la Terre aura vieilli de deux cents ans.
Cette expérience est l'ancêtre du paradoxe des jumeaux, qui lui est désormais associée, mais la notion de "paradoxe" n'y apparait pas encore, il s'agit d'un simple constat, surprenant mais pas paradoxal. La notion de "paradoxe" apparait véritablement en mettant en scène des jumeaux, ce qui souligne l'aspect non réciproque de l'histoire de chaque jumeau, alors que la relativité voudrait - a priori - que l'histoire soit réciproque.

## Présentation
L'expérience de pensée est connue comme le « boulet de Langevin ». À la suite du philosophe français Henri Bergson (1859-1941), elle est aussi connue depuis 1923 comme le « voyage en boulet de Langevin »,.
M. Banks et le boulet de Langevin est une nouvelle de l'écrivain belge Jean Ray (1887-1964) parue en 1964 dans les Cahiers de la Biloque.